# Aristòmac (heraclida)
Aristòmac (en grec antic: Ἀριστόμαχος) va ser, segons la mitologia grega, un heraclida fill de Cleodeu, el fill d'Hil·los i Íole.
Va ser el protagonista del tercer intent que els heraclides van fer per conquerir Micenes. Segons Pausànias, Aristòmac va interpretar malament un oracle, que li havia dit que els déus li donarien la victòria si «atacava pels estrets» o bé «pel camí estret», ja que l'oracle era equívoc. Va entrar al Peloponnès per l'istme de Corint, el «camí estret» i el van matar. Els heraclides van tornar a ser vençuts.
Casat amb Leonassa, va ser el pare de Cresfontes, Aristodem i Temen.